# Oberer Kellerhalsteich

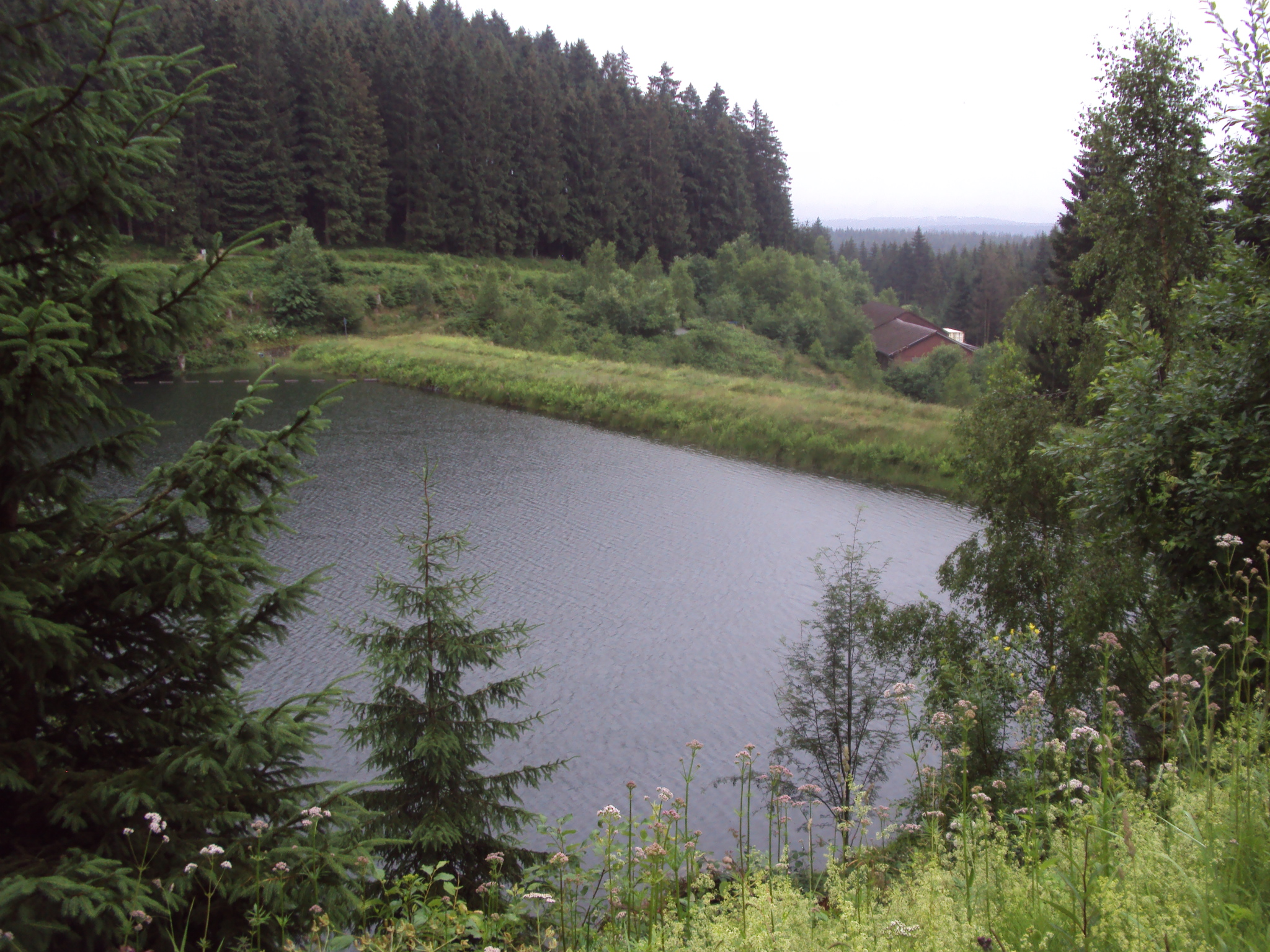
Blick aus Nordwesten auf den Damm des Oberen Kellerhalsteiches.

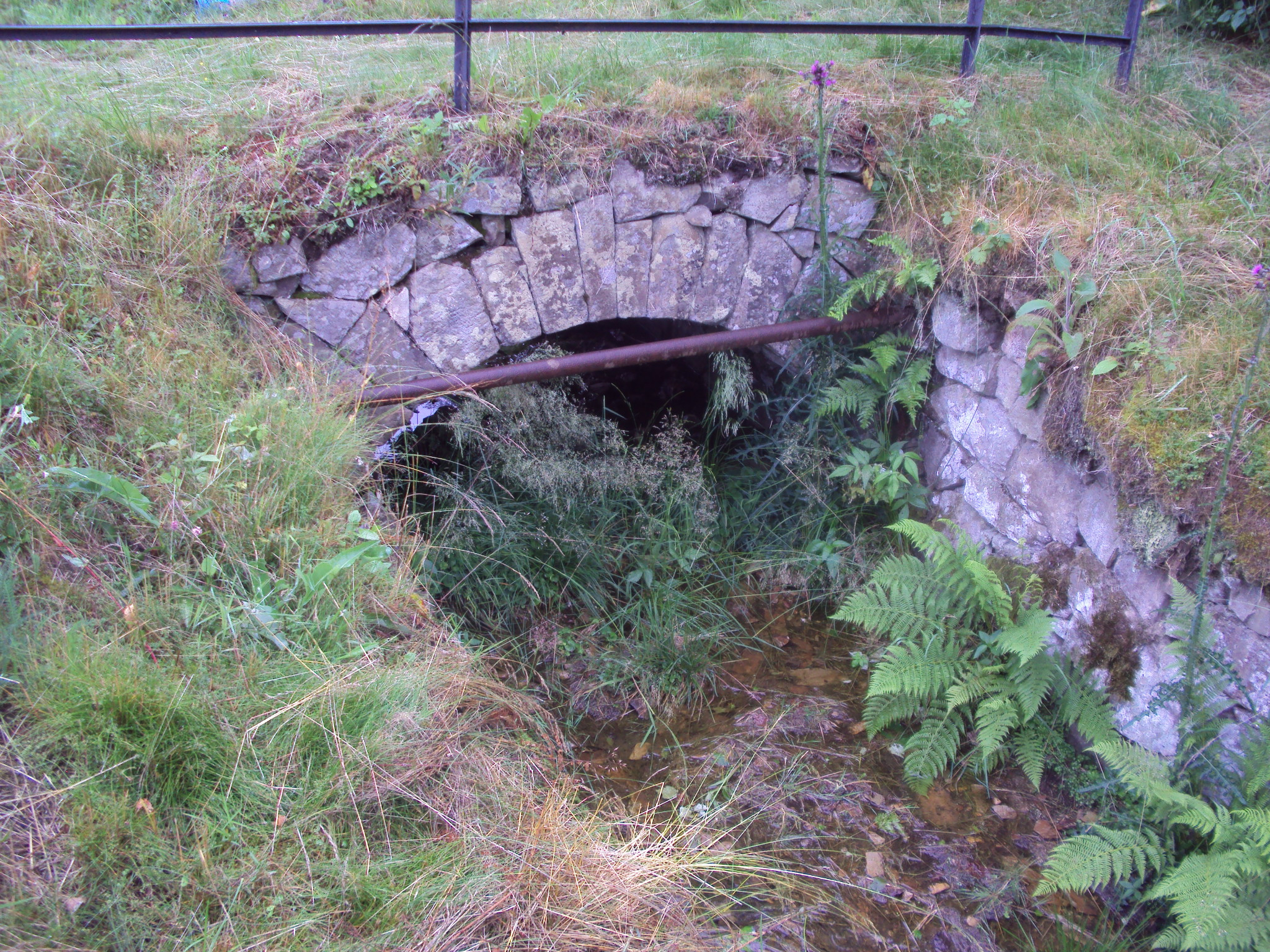
Oberer Kellerhalsteich: Gewölbebrücke der Ausflut

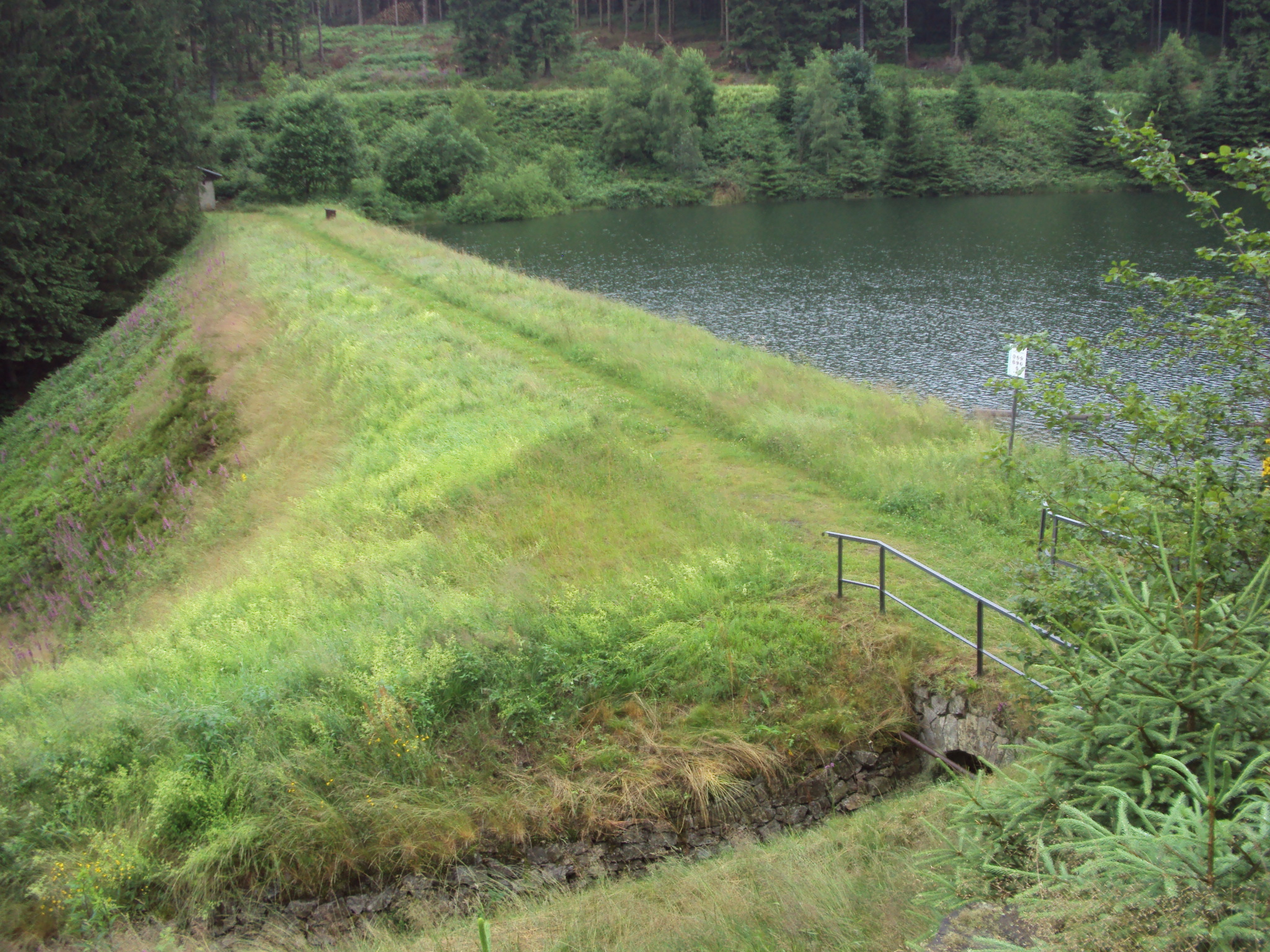
Blick aus Richtung Südosten auf den Damm des Oberen Kellerhalsteiches.

Der Obere Kellerhalsteich ist eine historische Stauanlage nördlich von Clausthal-Zellerfeld. Er wurde im Zusammenhang mit dem Oberharzer Wasserregal von Oberharzer Bergleuten im 17. Jahrhundert angelegt. Heute hat er noch eine wichtige Funktion zur Trinkwassergewinnung für die Stadt Clausthal-Zellerfeld. Wie alle Bauwerke des Oberharzer Wasserregals ist auch der Obere Kellerhalsteich seit dem Jahr 2010 Bestandteil des UNESCO-Weltkulturerbes Bergwerk Rammelsberg, Altstadt von Goslar und Oberharzer Wasserwirtschaft.
Gelegentlich wird der Obere Kellerhalsteich von Einheimischen auch Schwarzer-Hermann-Teich genannt, so heißt auch der westlich davon gelegene Höhenzug. 

## Lage
Der Teich liegt etwa vier Kilometer nordöstlich vom Zentrum des Clausthal-Zellerfelder Stadtteils Zellerfeld. Die Stauanlage stellt den obersten Teich der drei Kellerhalsteiche dar. Unterhalb liegen der Mittlere Kellerhalsteich, der sehr kleine Mühlenteich und der Untere Kellerhalsteich. Weiter unterhalb im Verlauf des Spiegelbaches befinden sich der Obere und der Untere Spiegelthaler Teich und noch weiter, nach ca. 12 Flusskilometern erst in Richtung Westen, dann nach Norden, befindet sich die Innerstetalsperre.
Der Obere Kellerhalsteich liegt mitten im Wald und ist nur zu Fuß über Forststraßen und Trampelpfade erreichbar. 

## Beschreibung
Wie bei allen Oberharzer Teichen im Raum Clausthal-Zellerfeld wurde der Staudamm als Erdbauwerk, das heißt mit einer Erd- und Felsschüttung, erstellt. Dieses Dammschüttmaterial wurde örtlich gewonnen und ist von überwiegend steiniger Substanz. Verdichtungsarbeit wurde nicht durchgeführt, zumindest liegen darüber keine Abrechnungsunterlagen vor. Das erklärt auch, warum sich die Dämme auch heute, nach mehr als 300 Jahren, immer noch um mehrere Millimeter im Jahr setzen. Die Dichtung wurde an der wasserseitigen Böschung vorgesehen und besteht aus Rasensoden. 
Es handelt sich hier um einen Teich der „Alten Bauart“. Demnach befindet sich seine Rasensodendichtung an der wasserseitigen Böschung, und die Striegelanlage zur Betätigung des Grundablasses wurde über ein im Wasser auf einem Gerüst über dem Einlauf stehendes Striegelhäuschen bedient. 
Die Hochwasserentlastungsanlage am linken (östlichen) Hang ist als offenes Gerenne aus Grauwacke-Bruchsteinen gestaltet und wird von einer Gewölbebrücke überspannt.

## Bauwerkshistorie
Das historische, innerhalb des Stauraums errichtete Striegelhaus wurde Anfang der 1970er Jahre abgerissen; die Striegelbetätigung durch eine Hydraulik ersetzt. 1973 und 1987 wurden Reparaturarbeiten am Trockenmauerwerk und an der Sohle des Überlaufbauwerkes durchgeführt. Um die Anlage für das Bemessungshochwasser aufzurüsten, kam es im Jahr 2004 zu einer Erhöhung der Dammkrone um bis zu 60 cm. In den Jahren 2006 und 2009 wurde der Teich vollständig entleert, um Reparaturarbeiten am Grundablass durchführen zu können. Da das historische Holzgerenne stark schadhaft war, wurde 2009 ein Kunststoffrohr in das Holzgerenne eingezogen; die Öffnung des Grundablasses erfolgt aber weiterhin über die Hydraulik. 

## Einzugsgebiet, Wasserwirtschaft
Das Einzugsgebiet besteht ausschließlich aus Wald. Der Zulauf Spiegelbach wird kurz vor Zufluss in den Teich zum größten Teil durch ein Fehlschlagbauwerk in den Kellerhalser Graben abgeleitet, der das Wasser am Oberen Kellerhalsteich vorbeiführt. Der Graben wurde noch lange in dieser Form betrieben, um Hochwässer am Teich vorbeizuleiten und um Qualitätsprobleme im Wasser des Oberen Kellerhalsteiches zu minimieren. Der Zulauf erfolgte hauptsächlich aus Wasser, das vom Mittleren Kellerhalsteich wieder hochgepumpt wurde.
Das Einzugsgebiet wie auch die gesamte Stauanlage befinden sich im Wasserschutzgebiet für das Wasserwerk am Oberen Kellerhalsteich.

## Nebenbauwerke
Am westlichen Dammende steht ein kleines fensterloses Gebäude, welches seit Jahrzehnten leer steht. Es handelt sich um eine Entlüftungskammer der ehemaligen Heberleitung, um Wasser für das Wasserwerk in Hahnenklee entnehmen zu können. Teile der Heberleitung kann man bei abgesenktem Teich am rechten Ufer erkennen. 
Südöstlich des Dammes befindet sich das Wasserwerk für den Ortsteil Zellerfeld. Das Wasser des Oberen Kellerhalsteiches kann von hier aus im freien Gefälle durch das Wasserwerk bis nach Zellerfeld fließen. 